# Nahlin River
Der Nahlin River ist der rechte Quellfluss des Inklin River in der kanadischen Provinz British Columbia.

## Flusslauf
Der Nahlin River entspringt auf dem Stikine Plateau südlich der Tachilta Lakes auf einer Höhe von etwa 1000 m. Er fließt anfangs in nordwestlicher Richtung. Er nimmt den Koshin River von links sowie den Tseta Creek von rechts auf. Anschließend umfließt der Nahlin River den Nahlin Mountain, wobei er zuerst scharf nach Süden abbiegt und später im Unterlauf in westlicher Richtung fließt. Der Dudidontu River mündet linksseitig in den Nahlin River. Schließlich trifft der Nahlin River auf den von Süden kommenden Sheslay River, mit dem er sich zum Inklin River vereinigt. Der Nahlin River hat eine Länge von etwa 120 km. 

## Flussfauna
Der Nahlin River ist ein Lachsfluss. Es gibt mehrere Studien zu den im Nahlin River und dessen Nebenfluss Dudidontu River vorkommenden Silberlachsen (engl. coho salmon).